# Modelul celor 3 inele
Modelul celor trei inele aparține lui Joseph Renzulli.
Renzulli a împărțit mai întâi supradotarea în două mari categorii. Prima, numită supradotarea școlară, este caracterizată de succes școlar la teste și la învățare. Pe acești copii sistemul îi identifică cu ușurință. Cu toate acestea nu există un nivel înalt de corelare între IQ și succesul scolar. A doua categorie este supradotarea creativ-productivă. Aceasta descrie acele arii ale activităților umane unde valoarea înaltă este plasată în dezvoltarea de materiale originale. Cele două categorii descrise de Renzulli se corelează pozitiv cu auditiv secvențialii și vizual-spațialii descriși de Linda Silverman.
Renzulli arată că ambele categorii sunt importante și că există interacțiuni între acestea. Cea de-a doua categorie are două subcategorii, una este creativitatea, cea de-a două este ambiția de a atinge anumite țeluri (task commitment).

Modelul celor 3 inele

Renzulli argumentează că este necesar un anumit echilibru între aceste trei arii. Abilitatea peste medie cu creativitate nu ajung productive fără ambiție. De asemenea abilitatea peste medie și ambiția nu devin productive fără creativitate. Pe de altă parte creativitatea și ambiția nu duc la nimic de calitate fără abilitate peste medie.
Conceptul celor trei inele a fost dezvoltat din această formulă, arătând cele trei arii de performanță. Performanța de tip general acoperă activități precum matematica, științele, limbajul, artele, religiile, în timp ce performanțele specifice acoperă o mare arie de activități umane, de la city planning sau gătit - la modă și decorațiuni.
Formula celor trei inele descrie șapte sectoare. La intersecția celor trei inele având creativitate, ambiție și abilități se află comportamentul caracteristic supradotaților. Aceștia se vor manifesta în câmpurile de activitate în care pot valorifica aceste caracteristici și au nevoie de o ofertă educațională care să crească aceste caracteristici.
La intersecția dintre două inele există alte comportamente caracteristice care se regăsesc în anumite câmpuri de activitate ce cuprind trăsături specifice și funcționale, iar cu un singur inel se găsesc de asemenea activități și comportamente specifice integrate profesional. 
De exemplu, cu creativitate și ambiție putem găsi profesiuni manufacturiere ce nu solicită o inteligență deosebită. Cu inteligență și ambiție putem găsi profesii ce sunt bazate pe respectarea corectă a unor reguli, precum cea de jurist sau de contabil, care nu cer o creativitate deosebită. Cu inteligență și creativitate putem descoperi profesii mai reflexive în care se lucrează în ritm propriu, precum cea de psiholog.
De asemenea cu inteligență dar fară creativitate și ambiție există profesii precum cea de bibliotecar sau de comerciant, ce utilizează o singură caracteristica dezvoltată. Cu ambiție dar fără creativitate și inteligența înaltă putem găsi arii profesionale precum în industrie la mașini de lucru unde această caracteristică este utilizată. Doar creativitatea fără ambiție și inteligență deosebită se valorifică în profesii precum grădinăritul sau moda vestimentară.
Deși se pot găsi câmpuri de activitate în care aceste caracteristici să dea succes social este necesar ca să existe un înalt nivel de dezvoltare a cel puțin uneia dintre cele trei inele. Educația supradotaților oferă căi de valorificare și stimulare a celor trei inele în mod diferențiat în funcție de bagajul natural al fiecărui copil. Acesta este și motivul pentru care educația supradotaților poate deveni educația supradotării într-un învățământ de masă, prin programele de îmbogățire.
Utilitatea formulei celor trei inele este evidentă nu doar pentru identificarea caracteristicilor de performanță ale copiilor, dar și pentru orientarea eforturilor didactice în mod specific, astfel încât să poată permite ridicarea nivelului acestor caracteristici. De asemenea este evidentă utilitatea formulei celor trei inele pentru orientarea profesională a copiilor conform cu caracteristicile proprii cele mai dezvoltate și care le pot asigura cel mai mare succes profesional ulterior. Este important de știut cum se pot cupla caracteristicile celor trei inele cu cerințele unor profesii pentru a evita pe cât posibil atât inadaptarea socio-profesională cât și instabilitatea într-un câmp profesional, ambele variante ducând la eșec în loc de succes.